# LEC Refrigeration
LEC Refrigeration – brytyjska firma produkująca urządzenia chłodnicze.

## Historia
Firmę założyli w 1940 roku bracia Frank i Charles Purley (wł. Puxley) – właściciele sklepu rybnego, którzy w niewielkim zakładzie na przedmieściach Bognor Regis wytwarzali niewielkie części na zamówienie wojska. W 1942 roku przenieśli się do większej siedziby w dzielnicy Longford Road i zarejestrowali firmę jako Longford Engineering Company, a obok realizacji zamówień rządowych zajęli się projektowaniem systemu chłodzącego, który miał zastąpićdo tej pory używany do schładzania ryb lód.
Po zakończeniu wojny firma dobrze prosperowała – w 1946 roku rozpoczęto budowę nowej fabryki w dzielnicy Shripney Road na północ od Bognor Regis, powstały też pierwsze prototypowe lodówki. Rok później firma rozpoczęła produkcję w nowej siedzibie, zatrudniając ok. 200 pracowników. Z początku firma musiała skupić się na handlu zagranicznym z powodu ograniczonych dostaw stali niezbędnej do produkcji lodówek. W połowie lat pięćdziesiątych firma zmieniła nazwę na Lec Refrigeration Ltd, zaczęła rozbudowywać sieć salonów wystawowych i rozszerzać działalność m.in. o produkcję urządzeń chłodniczych dla szpitali, lotnictwa i laboratoriów.
W latach sześćdziesiątych Lec otworzył trzy nowe zakłady w Burnley, Oldham i w północnej Irlandii, a Lec Refridgeration stał się spółką notowaną na londyńskiej giełdzie.
W 1970 roku Lec we współpracy ze spółdzielnią konsumencką The Co-operative opracowali nową linię produktów, tańszych o połowę od dotychczasowych lodówek firmy. Trzy lata później, w ramach ekspansji na rynku europejskim, otwarto fabrykę we francuskim Calais.
Na początku lat '80 firma zatrudniała blisko 1600 pracowników i miała 20% udziału na rynku brytyjskim. Produkty firmy nosiły dopisek Regis, by zaznaczyć miejsce ich produkcji.
W październiku 1991 roku Charles Purley ustąpił z funkcji prezesa firmy. Zmarł dwa miesiące później, 7 grudnia, w wieku 81 lat.
W marcu 1993 roku Lec dokonał redukcji zatrudnienia, gdy podjęto decyzję o sprowadzaniu kompresorów z Danii zamiast produkowania ich na miejscu.
W lipcu 1994 roku Lec został przejęty przez malezyjski konglomerat Sime Darby. Wówczas firma była wyceniana na 21 milionów funtów, produkowała 300000 lodówek rocznie i miała 3 miliony funtów długu. Nowi właściciele kosztem 35 milionów funtów wybudowali nową, skomputeryzowaną fabrykę w parku przemysłowym New Era, niedaleko tej w Shipney Road. Stary zakład zostaje uroczyście zamknięty w grudniu 2003 roku, a mieszczące się w nim dotychczas biura przeniesione są do nowego budynku nieopodal nowej fabryki. W 2011 roku podjęto decyzję o wyburzeniu starej fabryki w Shipney Road pod budowę supermarketu.
W 2005 roku koncern Glen Dimplex przejął Lec, a produkcję przeniesiono do zakładu w Whiston. W Bognor Regis kontynuowano produkcję urządzeń specjalistycznych aż do jej zatrzymania 19 kwietnia 2007 roku.

## Inne
- Lec słynęło z posiadania własnego małego lotniska, wybudowanego nieopodal fabryki, i prywatnego samolotu, którym prezes wraz z innymi pracownikami wyższego szczebla latał po Europie promując produkty Lec i zbierając zamówienia. Lotnisko, oznaczone kodem EGKC, jest nieużywane od 1994 roku.
- Syn Charlesa Purleya – David – był kierowcą wyścigowym i często startował w wyścigach promując markę LEC.